# Katsuhito Ishii
Katsuhito Ishii (石井 克人, Ishii Katsuhito, nascut el 31 de desembre de 1966) és un director de cinema japonès conegut per dirigir Cha no aji (2004), Naisu no mori: The First Contact (2005) i Smuggler (2011).

## Carrera
Després de graduar-se a la Universitat Artística Musashino, Ishii va aconseguir una feina a Tohokushinsha Film i va començar a dirigir anuncis l'any 1992, rebent nombrosos premis en aquest camp. El seu primer curtmetratge, Hachigatsu no yakusoku, rodat l'any 1995, va rebre el Gran Premi del Cinema japonès a la secció de vídeos fantàstics del Festival Internacional de Cinema Fantàstic de Yubari
Va debutar en el llargmetratge amb Samehada otoko to momojiri onna, basat en la novel·la visual de l'artista de culte manga Minetaro Mochizuki i protagonitzada per col·laborador habitual Tadanobu Asano.
Ishii va seguir ràpidament el seu èxit amb un altre èxit de taquilla, Party 7 (2000), que va comptar amb Masatoshi Nagase, Yoshio Harada i Tadanobu Asano entre d'altres. Entre els anys 2001 i 2002, va crear una sèrie de curtmetratges que inclouen la peça de diàleg animada en 3D Hal & Bons i l'òpera espacial animada en 2D Trava: Fist Planet. Entre altres anuncis i projectes de televisió selectes, com el curt Black Room, protagonitzat per Takuya Kimura, i Music Power Go Go!, va col·laborar amb Production I.G per a la seqüència d'animació de Kill Bill: Volume 1 de Quentin Tarantino.
El 2004, el seu quart llargmetratge Cha no aji va guanyar el millor llargmetratge al Festival Internacional de Cinema de Hawaii. El 2006, va codirigir el llargmetratge Naisu no mori: The First Contact amb altres cineastes japonesos i vells amics de l'escola Shunichiro Miki i ANIKI. Va fundar la seva pròpia companyia de producció, Nice Rainbow, l'octubre de 2006.

## Filmografia selecta
- Samehada otoko to momojiri onna (1999) protagonitzat per Tadanobu Asano
- Party 7 (2000) protagonitzat per Tadanobu Asano
- Trava: Fist Planet episodi 1 (2001–2002, sèrie d’animació)
- Cha no aji (2004) protagonitzat per Tadanobu Asano, Maya Banno, Takahiro Sato, Tomokazu Miura, Anna Tsuchiya
- Naisu no mori: The First Contact (2005) protagonitzat per Tadanobu Asano, Susumu Terajima, Ryō Kase, Rinko Kikuchi
- Yama no Anata (2008, remake de la pel·lícula de 1938 Anma to onna)
- Redline (2009)
- Smuggler (2011)